# Albanezen in Nederland
Albanezen in Nederland (Albanees: Shqiptarët në Holandë) zijn etnische Albanezen die in Nederland woonachtig zijn. Deze bevolkingsgroep is vanuit verschillende landen naar Nederland geëmigreerd namelijk Albanië, Kosovo, Noord-Macedonië en Montenegro. Een kleiner deel van de Albanezen emigreerden vanuit Griekenland en Servië naar Nederland.

## Aantallen
Volgens het Centraal Bureau voor de Statistiek (CBS) woonden er per 1 januari 2020 zo’n 3.722 Nederlanders met een migratieachtergrond uit Albanië in Nederland. De meeste Albanezen in Nederland komen echter uit Kosovo, een onderdeel van het voormalig Joegoslavië. Naar schatting behoren 11% van de emigranten uit het voormalig Joegoslavië tot de etnische Albanezen uit Kosovo. Per 1 januari 2008 waren dat ongeveer 8,5 duizend personen, terwijl dit aantal per 1 januari 2020 toegenomen zou moeten zijn tot ruim tienduizend personen. De meeste Albanezen kwamen in de periode 1999-2000 naar Nederland, vooral vanwege de oorlog in Kosovo. In 2020 werden er tevens 594 Nederlanders met een Macedonische migratieachtergrond geteld, waarvan minimaal een kwart tot de Albanese gemeenschap van Macedonië behoort, evenals Montegrijnen van Albanese komaf.
In 2015 vormden Albanezen 4% van alle asielaanvragen in Nederland, lager dan het gemiddelde van 11% voor de Europese Unie. Van januari tot september 2016 waren er 1.455 asielverzoeken uit Albanië. Albanezen waren hiermee - op Syriërs na - de grootste groep asielzoekers. In heel 2016 kwamen 1.700 asielverzoeken uit Albanië, 470 uit Kosovo en 435 uit Macedonië. In 2019 daalde het aantal asielaanvragen uit deze landen tot 270, 60 en 325 respectievelijk.

## Leeftijdsopbouw
De Albanezen in Nederland zijn relatief jong omdat het nog niet zo lang geleden is dat ze migreerden en migranten doorgaans jong volwassen zijn.

## Bekende Albanezen
- Shkodran Metaj (geb. 1988): voetballer
- Petrit Hoxhaj (geb. 1990): voetballer
- Gzim Selmani (geb. 1994): worstelaar
- Albian Muzaqi (geb. 1994): voetballer
- Alban Ramosaj (geb. 1996): zanger en acteur
- Albert Dervishaj (geb. 1996); rapper
- Destan Bajselmani (geb. 1999): voetballer
- Simon Loshi (geb. 2000); voetballer
- Arian Kastrati (geb. 2001); voetballer